# 薛高足球中心
薛高足球中心（葡萄牙語：Centro de Futebol Zico）是一座位於巴西里约热内卢的綜合運動場，由前巴西職業足球員济科於1996年成立。
足球中心曾舉行2007年泛美運動會部分足球比賽。

## 外部連結
- Rio 2007 Games website